# Koningscollege

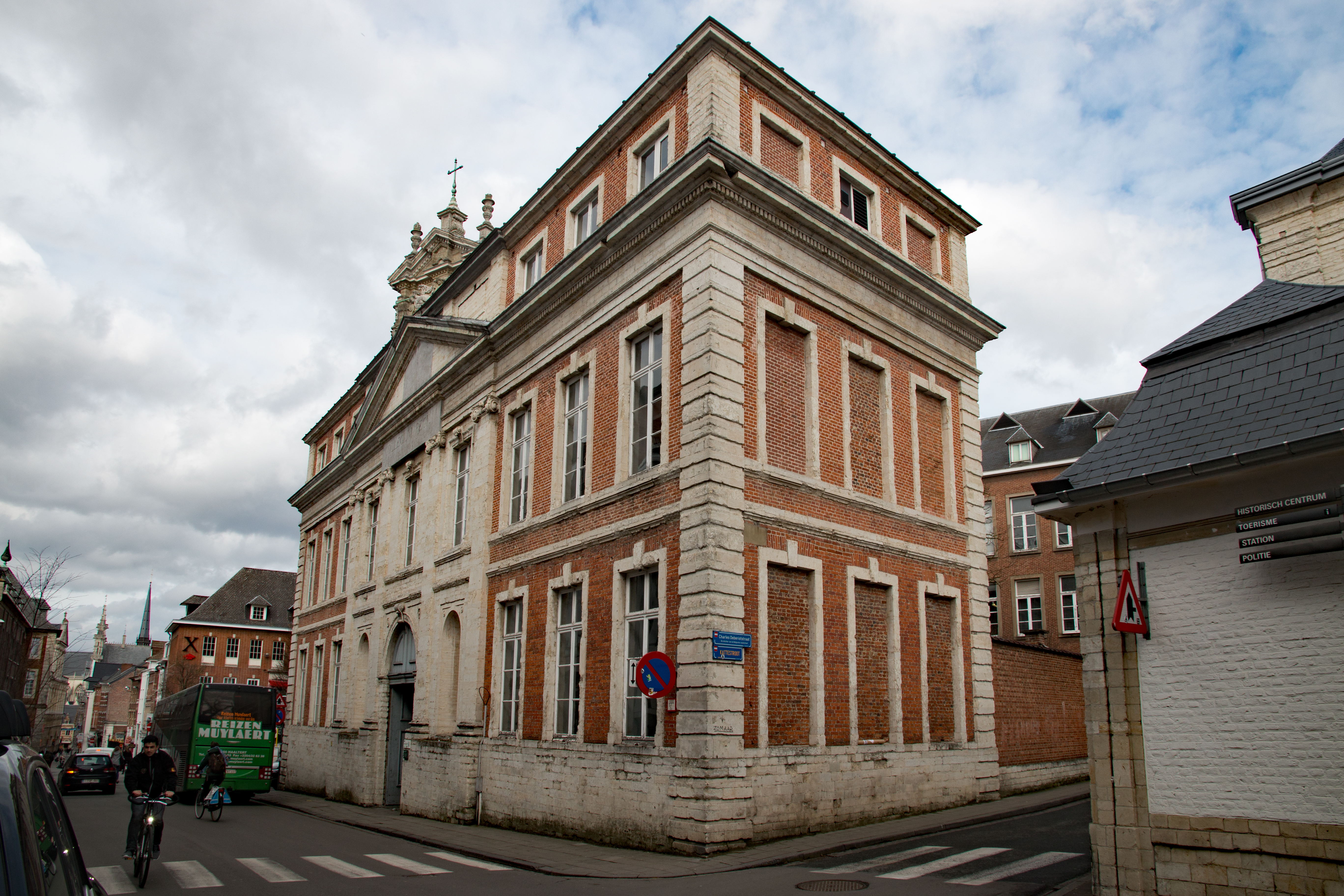
Koningscollege in de Naamsestraat (Leuven)

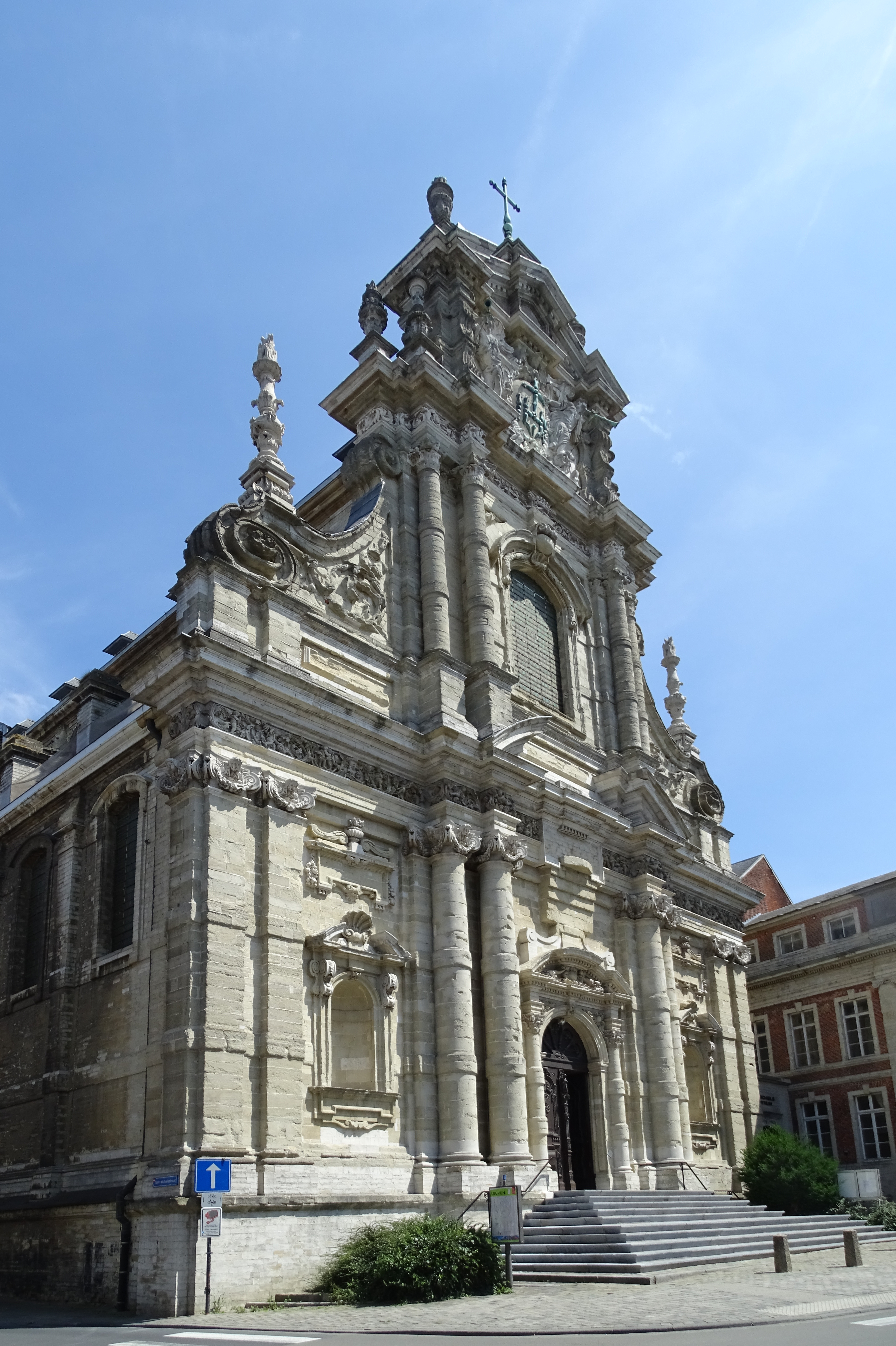
Eind 18e eeuw werd het Koningscollege (rechts) herbouwd tot tegen de afgeschafte en lege jezuïetenkerk (later Sint-Michielskerk genoemd).

Het Koningscollege in Leuven was van 1579 tot 1797 een priesterseminarie dat onderdeel was van de oude Universiteit van Leuven. Aan de Rijksuniversiteit Leuven werd het departement Biologie er uitgebouwd (1818-1835). Sinds 1835 huisvest de Katholieke Universiteit Leuven er haar afdeling Dierkunde. Sinds 2009 is het gebouw beschermd als monument.

## Priesterseminarie (1579-1797)
Koning Filips II van Spanje achtte het nodig om priesterstudies grondig te organiseren om priesters naar de Noordelijke Nederlanden te sturen. Hij volgde het pleidooi van bisschop Lindanus uit Roermond, die hem dit persoonlijk in Madrid had verzocht. Ook Jean de Vendeville, de latere bisschop van Doornik, steunde openlijk dit plan. De naam was Seminarium Regium en nadien Collegium Regium. De eerste directeur was Johannes Molanus. Het college moest niet alleen de priesterstudenten opleiden; de studenten moesten leren debatteren en argumenteren met (fictieve) protestanten. De koning steunde het college financieel en benoemde directeur en professoren.
Van 1579 tot 1586 waren de priesterstudenten gevestigd in het Heilige Geestcollege in de Naamsestraat. In 1586 kocht het college een herenhuis van een zekere Antoine vanden Berge, op de hoek van de Naamsestraat en de Charles de Bériotstraat. Na het beleg van Middelburg had ex-bisschop Johan van Strijen zijn intrek genomen in het Koningscollege; hij bleef directeur van het college tot zijn dood in 1594. Een twintigtal priesterstudenten verbleven er in dit omgebouwd herenhuis met tuin; over het uitzicht van dit huis blijft er tot vandaag grote onzekerheid.
Midden de 18e eeuw was het huis verkrot. In de jaren 1775-1779 liet professor François-Jean Thysbaert het oude gebouw slopen en een groots college bouwen in Lodewijk XVI-stijl. Thysbaert was professor fysica en deken van het kapittel van Sint-Jacob in Leuven. Hij had fondsen verworven en, bovendien, het leegstaand jezuïetencollege van de buren gekocht. In 1773 waren immers de jezuïeten als orde opgeheven in de Oostenrijkse Nederlanden. Het groot U-vormig complex kon sindsdienzeventig priesterstudenten huizen. De gevel kreeg talrijke ornamenten zoals bijvoorbeeld het wapenschild van de Spaanse koningen boven de ingangspoort.  
Onder Frans bestuur werd in 1795 het Spaanse wapenschild van de muur gehakt. In 1797 werd de universiteit van Leuven afgeschaft en sloot het Koningscollege de deuren. De Fransen gebruikten het gebouw als kazerne, maar in 1805 werd het afgestaan aan het stadsbestuur van Leuven. In 1815 bracht het Pruisisch leger er haar militaire bakkerij onder.

## Biologie (1818-1835)
Toen in het Verenigd Koninkrijk der Nederlanden in 1817 de Rijksuniversiteit Leuven werd opgericht, zocht deze nieuwe universiteit naar leslokalen. Het stadsbestuur schonk in 1818 het Koningscollege voor de lessen van het Kabinet Plant- en Dierkunde. Koning Willem I stelde fondsen ter beschikking om in het buitenland een grote collectie dierlijke specimens aan te kopen. Het Koningscollege werd omgebouwd met leslokalen en museumruimte voor de uitstalling van de kabinetten.

## Dierkunde (1835-vandaag)

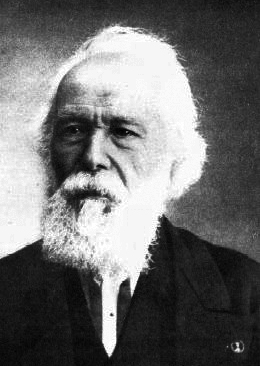
Professor Van Beneden, de bezieler achter het Dierkundig Instituut

In 1835 volgde Katholieke Universiteit Leuven de Rijksuniversiteit op. De naam van het Kabinet veranderde naar Instituut en Laboratorium voor Dierkunde, Paleontologie en Vergelijkende Anatomie. De nadruk kwam duidelijk te liggen op dierkunde.
Professor Pierre-Joseph van Beneden maakte er een erezaak van om de collectie insecten, amfibieën, schaaldieren en andere dierlijke specimens uit te breiden. Vanaf 1851 woonde Van Beneden in het Koningscollege. Aanvankelijk ging het om opgezette dieren en schelpen; later kwam de zoölogische collectie op sterk water erbij. De collectie van professor Van Beneden kon de vergelijking met buitenlandse musea doorstaan.
Een laatste grote bouwcampagne vond plaats in 1938. Op de plaats van de oostelijke vleugel en de collegetuin werden onder andere nieuwe laboratoria en een museumzaal opgericht. Tijdens de Tweede Wereldoorlog werd het complex getroffen tijdens een luchtbombardement, waarbij een deel van de historische zoölogische collectie werd vernield.
Vandaag is de naam van de universitaire afdeling in het Koningscollege, de afdeling Dierenfysiologie en Neurobiologie.